# Molophilus tuu
Molophilus tuu là một loài ruồi trong họ Limoniidae. Chúng phân bố ở miền Australasia.